# Taungoo (distrikt)
Taungoo District är ett distrikt i Myanmar.   Det ligger i regionen Bagoregionen, i den södra delen av landet, 130 km söder om huvudstaden Naypyidaw.